# Ottagono Alberoni
Ottagono Alberoni ist eine kleine Insel in der südlichen Lagune von Venedig. Sie hat eine Fläche von 2.520 m² und bewachte als eine der vier achteckigen Festungen vom 16. bis 20. Jahrhundert die Einfahrt von Malamocco.

## Geschichte
Die Kriege mit den Osmanen, die 1571 in der Seeschlacht von Lepanto ihren vorläufigen Höhepunkt fanden, veranlassten den Senat der Republik Venedig, die Einfahrten in die Lagune militärisch stärker zu sichern. Dazu sollten vier achteckige Festungsbauten (ottagoni) entstehen. Die Insel Alberoni bildete zusammen mit der Festung auf Campana und auf Poveglia eine Verteidigungslinie gegen Eindringlinge in die Einfahrt von Malamocco.
Im Laufe des Krieges um das kretische Candia, der Venedig von 1646 bis 1669 beschäftigte, wurde die Insel noch stärker befestigt. Danach wurden die Ottagoni jedoch vernachlässigt, bis es ab 1726 zu abermaligen Modernisierungen kam.
Die Franzosen unter Napoleon integrierten die Insel 1806 bis 1814 in ihr Verteidigungssystem. Die Österreicher verstärkten die Insel durch Kasematten und zusätzliche Kanonen. Vor allem die zur Adria gerichtete Seite wurde verstärkt.
Nach dem Zweiten Weltkrieg verfielen die Festungsinseln, da sie keine Funktion mehr hatten und verlassen waren. Dabei ist der Ottagono Alberoni noch der am besten erhaltene dieser Festungsbauten.